# Stade Conselheiro Galvão
Pour les articles homonymes, voir Galvão.
 (mars 2025).
Le Stade Conselheiro Galvão (en portugais : Estádio Conselheiro Galvão), également connu sous le nom de Stade Aniceto Moscoso (en portugais : Estádio Aniceto Moscoso), est un stade de football brésilien situé à Madureira, quartier de la ville de Rio de Janeiro.
Doté de 10 000 places et inauguré en 1941, le stade sert de domicile pour l'équipe de football du Madureira EC.

## Histoire
Le stade porte le nom du nom de la rue dans laquelle il se trouve, la Rue Conselheiro Galvão.
Le premier match officiel à se tenir dans le stade a lieu le 15 juin 1941, lors d'une victoire 4-2 du Madureira EC sur Fluminense. Le premier but dans le stade est inscrit par Rongo, joueur de Fluminense.
Le record de spectateurs dans le stade est de 11 714 personnes, obtenu le 10 septembre 1944, lors d'une défaite 3-1 du Madureira EC sur Fluminense.